# Истомин, Виктор Владимирович (горняк)
Истомин, Виктор Владимирович (12 апреля 1935 — 29 мая 2010) — советский и российский учёный-горняк, специалист в области технологических систем и режима открытых горных работ, разработчик методов обоснования устойчивых параметров отвалов. Доктор технических наук, профессор Московского горного института.

## Биография
После окончания с отличием в 1958 г. Московского горного института (сегодня – Горный институт НИТУ «МИСиС») В.В. Истомин трудился на инженерных должностях на горнодобывающих предприятиях угольной промышленности и нерудных строительных материалов - Юрковском угольном разрезе и Мячковском карьере Главмоспромстройматериалов.
С 1961 г. и по 2006 год работал в Московском горном институте, пройдя путь от старшего инженера до профессора кафедры "Технология, механизация и организация открытых горных работ". Ученик академика В.В. Ржевского, учился у него студентом в 1956-1958 гг., с 1961 года более тридцати лет работал под его руководством.
В 1966 году защитил кандидатскую диссертацию на тему "Совершенствование методов расчета параметров отвалообразования в сложный геологических условиях", а в 1991 году - докторскую диссертацию на тему "Исследование развития горных работ на рудных карьерах".

## Научная и педагогическая деятельность
Основные научные работы В.В. Истомина посвящены развитию открытых горных работ и их режиму, системам разработки. Его теоретические исследования взаимосвязи развития горных работ с движением запасов горной массы и работой комплексов оборудования, подтвержденные практическими данными, расширили представления о горнотехнических возможностях карьера, конструкциях рабочей зоны, в целом о процессе открытой разработки месторождения, его результатах.
Разработал методы обоснования устойчивых параметров отвалов, производительности выемочных машин, развития горных работ и экономически целесообразных графиков их режима, главных параметров карьера.
Новые и важные для практики результаты были получены В.В. Истоминым в области режимов горных работ. Им впервые определены рациональные графики режима горных работ для широкого спектра горно-геологических и горнотехнических условий, установлена область технологической и экономической эффективности убывающих графиков режима. Позже его усилия были направлены на создание теории грузопотоков, основанной на рассмотрении не только транспортных потоков, но и движения различных видов горной массы во всех производственных процессах, в том числе движения запасов. Исследования В.В. Истомина отличались комплексностью, в них широко использовались достижения современной математики, информатики, экономики.
В.В. Истомин принимал активное участие в разработке и экспертизе проектов строительства и реконструкции многих крупных горнорудных предприятии. Его предложения и рекомендации использованы при проектировании таких важнейших предприятий, как Тырныаузский медно-молибденовый комбинат, Жайремский ГОК, Ленский ГОК, Нерюнгринский угольный разрез и ряда других, а также при разработке схем развития и размещения горнорудных предприятий черной и цветной металлургии.
При непосредственном участии В.В. Истомина написаны основные учебники по открытым горным работам. Всего им опубликовано более 130 научных и методических работ, среди которых ряд монографий и учебных пособий.
В.В. Истомин был одним из инициаторов создания и заместителем руководителя постоянно действующего теоретического семинара по открытым горным работам при Научном совете по проблемам горных наук РАН.

## Признание
Награжден Орденом славы III степени, знаком «Шахтерская слава» I, II, III степени. Почётный работник высшего профессионального образования Российской Федерации, почётный работник топливно-энергетического комплекса.